# Алексеј Казаков
Алексеј Валеријевич Казаков (рус. Алексей Валерьевич Казаков;  Набережније Челни, 18. март 1976) бивши је руски одбојкаш. 

## Каријера
Са 11 година је почео да тренира одбојку. Када је имао 16 година, прешао је у тим Искра Одинцово. Убрзо потом је позван у омладинску репрезентацију Русије, са којом је постао првак света и Европе. Године 1998. проглашен је за најбољег одбојкаша у Русији. Пре почетка плеј-офа у италијанском првенству, Алексеј је прешао у Модену, која је заузела друго место у првенству. Са Моденом је 2002. постао шампион Италије, а по завршетку сезоне прешао је у Трентино. После две сезоне у Трентину, Алексеј се вратио у Искру из Одинцова. У јесен 2006. потписао је за Урал. Потом је одиграо једну сезону у московском Динаму да би се 2011. вратио у Урал. Од лета 2013. је био играч Зенита из Казања. Током 2014. године је играо за Белогорје.
Године 1996. дебитовао је за сениорску репрезентацију Русије и убрзо постао један од лидера „Зборнаје”. Са репрезентацијом Русије освојио је сребро на Олимпијским играма у Сиднеју 2000. године, после пораза од репрезентације СР Југославије. На Играма у Атини 2004. године освојио је бронзану медаљу. На Европским првенствима је дошао до четири медаље (сребра 1999, 2005, бронза 2001. и 2003. године). Играо је и Светску одбојкашку лигу 2007. Након тога није позван у репрезентацију, све док га 2009. године у састав није вратио Италијан Данијеле Бањоли, његов тренер у Модени у сезони 2000/01. Током каријере одиграо је 276 званичних утакмица за репрезентацију Русије.
Званично се повукао у јулу 2016. године и завршио играчку каријеру због повреде.

## Успеси
Русија
- медаље
- сребро: Олимпијске игре Сиднеј 2000.
- бронза: Олимпијске игре Атина 2004.

Индивидуалне награде
- Најбољи одбојкаш Русије — 1998.